# آتشفشان اسپوکوینی
آتشفشان اسپوکوینی (انگلیسی: Spokoyny) یک کوه آتشفشانی در شبه‌جزیره کامچاتکای کشور روسیه است.